# 破碎虚空
《破碎虛空》是香港作家黃易所寫的武俠小說，同時也是他個人的第一部小說，他亦表示最喜愛的也是這部作品。
由於看到《武俠世界》雜誌徵稿啟事，於是寫了第一本作品《破碎虛空》，於1986年11月寄給《武俠世界》雜誌，至隔年6月始獲雜誌通知登載，1988年香港由博益出版社出版（共三冊），1992年臺灣由皇冠出版社出版（共三冊），然而出版後未能獲得廣大讀者迴響。本篇是以真實歷史為背景，夾雜虛構人物情節的短篇武俠作品，題目乃是出自一首禪謁：「明還日月，暗還虛空」。「破碎虛空」被作者定為超越現世宇宙，進入另一空間（洞天福地）的意思。此境界與港漫新著龍虎門中所提及武者最高境界：超化還虛，實有異曲同工之處。
劇情主要敘述主角傳鷹與六大高手深入驚雁宮和元軍精銳浴血苦戰，奪取《岳冊》，無意中遇到《戰神圖錄》，到最後破碎虛空的故事。《破碎虛空》全書僅三卷，分別為〈迷宮悟〉、〈神魔決〉、〈天道驚〉。篇幅較短，但書中思想內涵一直持續沿用，可視為黃易思想的代表作，其中「破碎虛空」更是黃易筆下人物的最高境界。

## 劇情介紹
元初，大俠韓公度號召六位高手闖入驚雁宮奪取深藏地底的《岳冊》，這七人都是當世武林頂尖，與元軍激戰後，七人殺死蒙軍總共一萬七千一百五十二人。驚雁宮之役後，己方僅有碧空晴、直力行、田過客及傳鷹於故事內出現。僅有主人公傳鷹進入驚雁宮地道。
傳鷹因緣際會下在地底戰神殿看到《戰神圖錄》及取得岳冊，在對《戰神圖錄》有悟於心後，沿一代土木大師北勝天指引地方離去。此時蒙古國師八師巴應旭烈兀（思漢飛）之邀，遣四大弟子攔截傳鷹，皆無功而返，八師巴出戰傳鷹，兩人進行超時空冥想旅行，獲益良多。傳鷹將岳冊交給反蒙義軍後，與蒙古三大高手之首「魔宗」蒙赤行決戰於杭州鎮遠大街，流為美談。
反蒙義軍內奸掌權，傳鷹紅粉知己祈碧芍身陷重圍，傳鷹於千軍萬馬中勇救佳人，然而佳人與世長辭。傳鷹替祈碧芍殺掉蒙軍元帥思漢飛後，修成《戰神圖錄》最高境界「破碎虛空」，躍馬虛空，得道去矣。

## 人物介紹
- 傳鷹

武器是厚背長刀「鷹刀」，專志刀道，瀟灑不羈，謀略詭奇無比，完全不依常理出牌。
出世後便立即被亲舅「抗天手」厉灵看中，受厉灵所教授，年紀少少便學懂易理。
二十歲後棄劍習刀，根據空中飛燕的飛行姿態創出一套刀法，试刀于西大漠，破马贼群后刀法大成，由刀入道。
受厉灵推舉，參與突襲驚雁宮，唯有傳鷹進入地道，传鹰不负众望，在地底戰神殿得《戰神圖錄》及《岳冊》，并领会其中玄机。
蒙古三大高手之一的國師八師巴遣四大弟子攔截傳鷹，皆無功而返，八師巴出戰傳鷹，兩人進行超時空冥想旅行，獲益良多。傳鷹將《岳冊》交給反蒙義軍後，與蒙古三大高手之首「魔宗」蒙赤行決戰於杭州鎮遠大街，流為美談。
和魔道门主「血手」厲工正邪和壁后，反蒙義軍內奸掌權，傳鷹知己「紅粉豔后」祈碧芍身陷重圍，傳鷹於千軍萬馬中勇救佳人，然而佳人與世長辭。傳鷹替祈碧芍殺掉蒙古三大高手之一的蒙軍元帥思漢飛後，修成「戰神圖錄」，飘然成仙而去，得道登天，位列仙班，留下不朽传奇。
與国师座下四大弟子之一「無想菩薩」白莲玨生有一子，就是《覆雨翻雲》中的布達拉宮喇嘛僧王鷹緣活佛。
- 高典靜

她的琴名動江南，思想出塵脫俗，傳鷹與她有緣無份。
- 「紅粉豔」祁碧芍

反蒙女將，長短雙劍令敵人聞風喪膽，剛中帶柔。
- 令東來

人称「无上宗师」，乃黄易筆下小說人物中最絕頂高手；神龙见首不见尾之超凡人物，自困十绝关，勘破死生之秘。
在临安郊野的一所别院外，令东来伴隨箫声出現，被喻為中原魔门第一人的阴癸派掌門人「血手」厉工連出手的機會也沒有，不知不覺中，令东来破了他阴癸派的「天魔手七十二式」，簫聲止息，厉工才發現的白袍左下角尽处写着「令东来破阴癸派天魔手七十二式，特为君贺。」 《破碎虚空》書中厉工道：
|  | 他那破解之法，妙绝天下，至今仍不能想出更好的破解方法。如果我不是修成紫血大法，恨本连尝试见他的勇气也没有。 |

令东来乃黄易小说破碎第一人，连上古道教崆峒山真人广成子也不能所及．在整部书中他是个传說級的人物，一部书从头到尾都未从正面描写，尤如传说，只能从旁人口述中得知其人，猶如金庸书中的第一絕頂高手劍魔獨孤求敗和重陽全真開化輔極帝君王重阳！实令人惊叹。
令东来自困十绝关中留给后人字句： 　　
|  | 余十岁学剑，十五岁学易，叁十岁大成，进窥天人之道。 |

|  | 天地宇宙间，遂再无一可与抗手之辈。转而周游天下，南至天竺众国，西至波斯欧陆，北至俄罗斯，遍访天下贤人，竟无人可足与吾论道之辈。废然而返。始知天道实难假他人而成。乃自困於此十绝关内。经九年潜修，大彻大悟，解开最后一着死结，至能飘然而去 |

|  | 留字以纪 |

|  | 令东来立 |

### 道门诸大宗匠
- 韓公度

道門三大高手之一，武器是劍，還丹道人的師弟。
號召其餘六大高手突襲驚雁宮的主謀，與黑道泰斗毕夜惊戰鬥時遭蒙古第一神箭手颜列射一冷箭殺死。
- 「矛宗」直力行

道門三大高手之一，武器是雙頭矛，武功是「瘋魔上天下地一百零七撃」。參與突襲驚雁宮。最後主動單挑毕夜惊同歸於盡。
- 「陰柔手」田過客

道門三大高手之一，武器是鐵棍。參與突襲驚雁宮。最後在掩護傳鷹逃走時戰死。
- 「雙絕拐」碧空晴

武器是雙鐵拐，練剛猛力量套路，內功驚人，能以喝聲傷敵。參與突襲驚雁宮。後與鐵存義一起清除魔門人士，書中未有提及結果。
- 「气王」凌渡虚

武器是劍，身負曠世絕學「先天气功」一甲子修為，水火不侵，武功冠絕天下；
參與突襲驚雁宮，遭蒙古皇爺思漢飛重碎五臓；後憑藉先天氣功最高境界，重新修補五臟並得以復元，但卻失去語言能力。
徒弟乃覆雨翻雲中黑榜高手「獨行盜」范良極。
- 橫刀頭陀

武器是戒刀，繼「無上宗師」令東來後的佛門第一高手，武功是佛門的「天一掌」。
參與突襲驚雁宮前與蒙古國師八師巴戰時受了重傷，不昔一切用「捨身大法」強壓傷勢去血戰驚雁，最後油盡燈枯，為了断後而使出「破精自絕大法」自爆重傷蒙古軍，灰飛煙滅。
- 「抗天手」厉灵

傳鹰亲舅，手上功夫造诣极高。
本受邀參與突襲驚雁宮，不問世事多年，但是推舉傳鹰出戰，造就傳鹰成仙。
- 向無踪

抗元人士，武器是劍，以父親向極家傳輕功「鬼魅潛踪」聞名。
- 忘生大師

少林派
- 狄限

風度翩翩的青年，這人新近崛起武林，頗具才識，已隱隱成為武當派新一代的領導人。
- 林賢

武當派
- 丁台湃

有「青城派第一劍」美譽，這青城第一高手，無論在風度和氣概上，均有大將之風，使人對他充滿信心。
- 遊子升

丐幫
- 青蓮

峨嵋派道姑
- 陳野叟

長江幫幫主
- 方樸

嶺南第一高手
- 南宮亮

南宮世家少主
- 呂雲媚

南宮亮的新婚夫人
- 凌幻影

長白派的著名高手
- 荊紫

點蒼派的著名女性高手
- 梁子放

恒山派，在江湖上輩分頗高，人面又廣。
- 「坐山掌」鐵存義

祁連派高手
一向遠處西陲，卻見解精闢。
曾助大俠傳鷹一臂之力的鐵存義，在傳鷹身上獲益良多，創立鐵門的「玉蝶功」。

### 蒙古叁大高手
- 「魔宗」蒙赤行

蒙古三大高手之首，蒙方不世高手，曾與傳鷹決戰於鎮遠大街。徒弟乃覆雨翻雲中，震驚武林的魔師龐斑。
- 國師八師巴

歷史人物，蒙古三大高手之一，修練密宗武學「滅神掌」及精神奇功「變天擊地大法」，能探知及迷惑對方思想。
曾用「滅神掌」重傷橫刀頭陀，出戰傳鷹時，兩人進行超時空冥想旅行，獲益良多，最後在布達拉宮一觸地而去。（此角色取材自藏傳佛教薩迦派第五代祖師八思巴。）
- 皇爺思漢飛

歷史人物，原名「旭烈兀」，因仰慕中原文化改名思漢飛，武器是鐵矛，不世英杰。
結局死在傳鷹矛下。（此角色取材自伊兒汗國的建立者旭烈兀。）

#### 国师座下四大弟子
- 赫天魔

天竺武学大师，赤腳的苦行僧，武器是索，拜於八师巴门，兼两地之长。
- 铁颜

女真人，武器是鐵矛，武功「旋風十八矛」，凶狠善战，悍不畏死，西域最可怕杀手，恶鹰伴身。 　　
- 「無想菩薩」白莲玨

藏族人，摄魂勾魂，精擅密宗無上秘法「无想姹女大法」，杀人黯然消魂之际。 　　
- 宋天南

白衣文士，武器是劍，八师巴唯一汉人弟子，精通儒学易理，武艺强横。

### 魔门诸凶
- 「血手」厲工

陰癸派掌門，中土魔門第一人。
十前年被令東來所敗，後潛心修行望與之再會。發現令東來已於十絕關內修成正果後肉身飄然而去，決定自困十絕關以勘破生死之道。
- 符瑶红

魔门高手，厉工的师妹，擅长男女欢合之术。 　
- 毕夜惊

厉工的师弟，黑道頂尖高手，武功是「天魔擊三大散招」，深沉老辣，甘为蒙人爪牙。最後與直力行同歸於盡。　　
- 烈日炎

厉工、毕夜惊的师弟，武器是水刺，修練「天魔心法」。奸狡狼毒，残害女性。最後被碧空晴殺死。
- 「魔影」邓解

隨厲工重出江湖的魔门高手。
- 「鬼刀」李开素

隨厲工重出江湖的魔门高手。
- 谢冲

陰癸派下代弟子。
- 凌志远

陰癸派下代弟子。
- 康圳

陰癸派下代弟子。
- 白广然

陰癸派下代弟子。

## 與歷史之差異
- 旭烈兀被其兄蒙哥派遣遠征波斯，最後在波斯病逝，而非如小說中在中原被傳鷹所殺。

## 相關遊戲
同名黄易授权电脑游戏作品《破碎虚空》，1999年台湾智冠出品，4CD容量的大型2.5D RPG。时人对此游戏评价勉强，认为虽然还原了原著的大意，但剧情过于线性，战斗部分模型设定不合理，‘练功’重复度太高，终未成一代名作，已渐为人淡忘。
《黃易群俠傳Online》的資料片〈破碎虛空〉是以小說《破碎虛空》為背景設計的線上遊戲。於2006年12月27日開始發行。

## 參照
- 黃易
- 黃易群俠傳Online